# Lesley Dunlop
Pour les articles homonymes, voir Dunlop (homonymie).
Lesley Dunlop est une actrice britannique née le 10 mars 1956 à Newcastle (Royaume-Uni).
Elle joue surtout dans des téléfilms et séries télévisées, avec notamment des rôles récurrents dans les séries May to December, Where the Heart Is et Emmerdale Farm. Elle a aussi joué dans plusieurs épisodes de Docteur Who et dans le téléfilm Le Couteau sur la nuque, tiré de l'œuvre d'Agatha Christie. Parmi ses rares rôles au cinéma, figurent les films A Little Night Music et Elephant Man

## Filmographie

### Télévision
- 1973 : A Little Princess (série télévisée) : Ermengarde St. John
- 1974 : South Riding (mini-série) : Lydia Holly
- 1976 : Our Mutual Friend (mini-série) : Lizzie Hexam
- 1977 : Heydays Hotel (téléfilm)
- 1979 : Penmarric (série télévisée) : Clarissa
- 1982 : Deadly Game (téléfilm) : Nicole
- 1983 : Waters of the Moon (téléfilm) : Evelyn Daly
- 1984 : Doctor Who (série télévisée), épisode Frontios : Norna
- 1985 : Florence Nightingale (téléfilm) : Joanne
- 1985 : Le Couteau sur la nuque (Thirteen at Dinner) (téléfilm) : Alice Bennett
- 1986 : Haunted: The Ferryman (téléfilm)
- 1986 : Season's Greetings (téléfilm) : Pattie
- 1988 : Doctor Who (série télévisée), épisode The Happiness Patrol : Susan Q
- 1989 : Capstick's Law (série télévisée) : Sarah
- 1990-1994 : May to December (série télévisée), saisons 3 à 6 : Zoe Angell / Callender
- 1995 : Rich Deceiver (téléfilm) : Ellie Freeman
- 1997 : The Phoenix and the Carpet (mini-série) : Eliza
- 1998 : Tess of the D'Urbervilles (téléfilm) : Joan Durbeyfield
- 1999 : Pure Wickedness (téléfilm) : Mo Healy
- 2000-2006 : Where the Heart Is (série télévisée) : Anna Kirkwall
- 2002 : Aka Albert Walker (téléfilm) : Jean Crowley
- 2003 : My Uncle Silas (série télévisée), épisode Finger Wet, Finger Dry : Connie Tilley
- 2007 :  Casualty (série télévisée), épisode Finding the Words : Angela Hartshorne
- 2008-2008 : Emmerdale Farm (série télévisée) : Brenda Walker

### Cinéma
- 1977 : A Little Night Music : Petra - également interprète de la chanson A Weekend in the Country
- 1978 : Red Shift : Jan
- 1979 : Tess : la gardienne du poulailler
- 1980 : Le Club des monstres (The Monster Club), segment Humgoo Story : Luna la Humgoo
- 1980 : Elephant Man (The Elephant Man) : Nora, l'infirmière

### Court métrage
- 1973 : The Sea Children : Pat